# Міттельалеч (льодовик)
Льодовик Міттельалеч (нім. Mittelaletschgletscher) — долинний льодовик на південному схилі Бернських Альп в кантоні Вале, Швейцарія. З 1870 року (дата початку вимірів) льодовик майже постійно зменшується і за цей час відступив вже майже на 1,5 км.

## Опис
Льодовик належить до системи Алецьких льодовиків і був рукавом Великого Алецького льодовика до 1970 року, коли зв'язок був розірваний. Загальна площа льодовика Міттельалеч в 2009 році склала 8,42 км². В 1997 довжина льодовика склала 5,1 км, у наступні роки зміну довжини неможливо було надйсно визначити через значне накопичення каміння внизу льодовика. Льодовик має південно-східний напрямок руху.

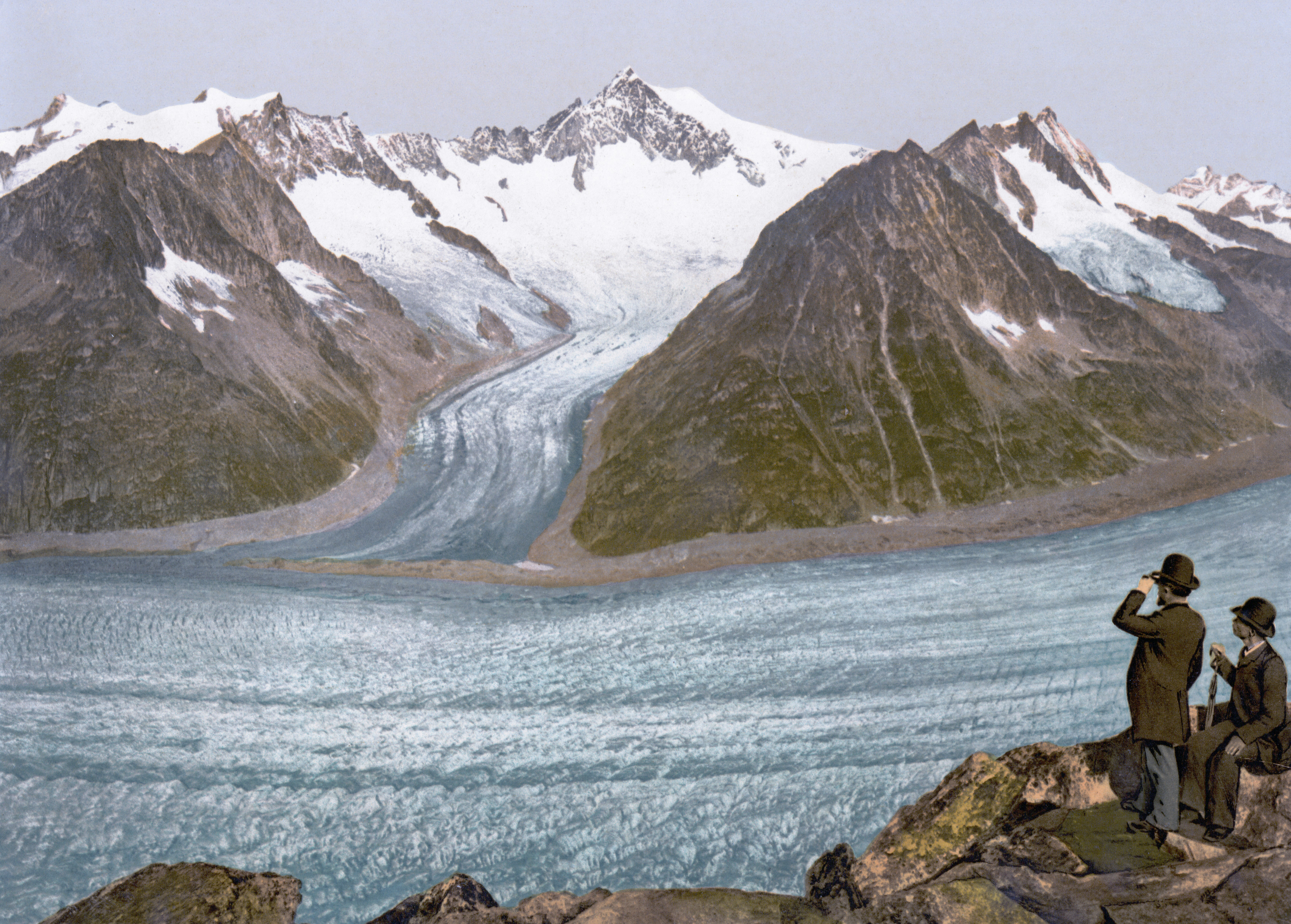
Місце впадіння льодовика Міттельалеч у Великий Алецький льодовик в 1900, вид від Еггісхорну

Льодовик бере початок на східному обриві Алечхорну (4 193 м.н.м.) та південному обриві Драйекхорну (3 811 м.н.м.). У своєму верхів'ї льодовик тече під дуже крутим нахилом (більше 40 %). Льодовик об'єднується у долині, розташованій у південно-східному напрямку між горами Гайссхорн (3 740 м.н.м.) з заходу та Олменхорн (3 314 м.н.м.) зі сходу. З Вайсхорну до нього приєднується ще один фірн.
В 1992 році язик льодовика закінчувався на висоті 2 292 м.н.м.. Тала вода тече звідти бл. одного кілометра до Великого Алецького льодовика та поглинається ним, але деколи влітку в кінці язика утворюється невелике озеро.